# 长花隐子草
长花隐子草（学名：Cleistogenes longiflora），为禾本科隐子草属下的一个植物种。